# Barry Sheene

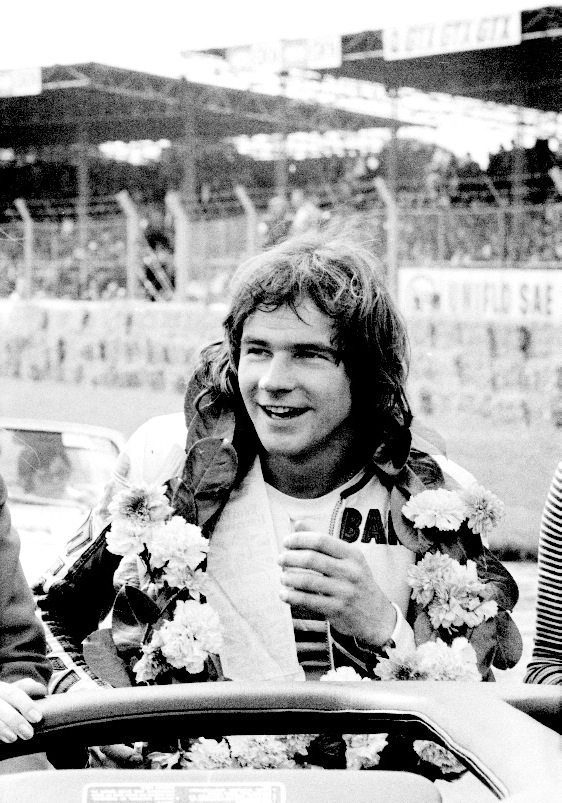

Barry Sheene MBE (Londen, 11 september 1950 - Gold Coast (Australië), 10 maart 2003) was een Britse motorcoureur.

## Levensloop
Als zoon van een GP-monteur kwam Sheene op jonge leeftijd in aanraking met de sport. In de vroege jaren zeventig had hij succes in de lichtere klassen, waarin hij streed tegen coureurs als Jan de Vries en Ángel Nieto. Een paar jaar later stapte Sheene over naar de zware klassen. In 1975 leek er een einde te komen aan zijn carrière na een valpartij op het Amerikaanse circuit van Daytona Beach. Sheene maakte toch comeback. Nadat hij in 1976 vijf Grand-Prix-overwinningen behaalde, mocht hij zich wereldkampioen in de Koningsklasse noemen. Ook in 1977 werd hij wereldkampioen. De jaren daarna was de Amerikaan Kenny Roberts senior zijn voornaamste rivaal.

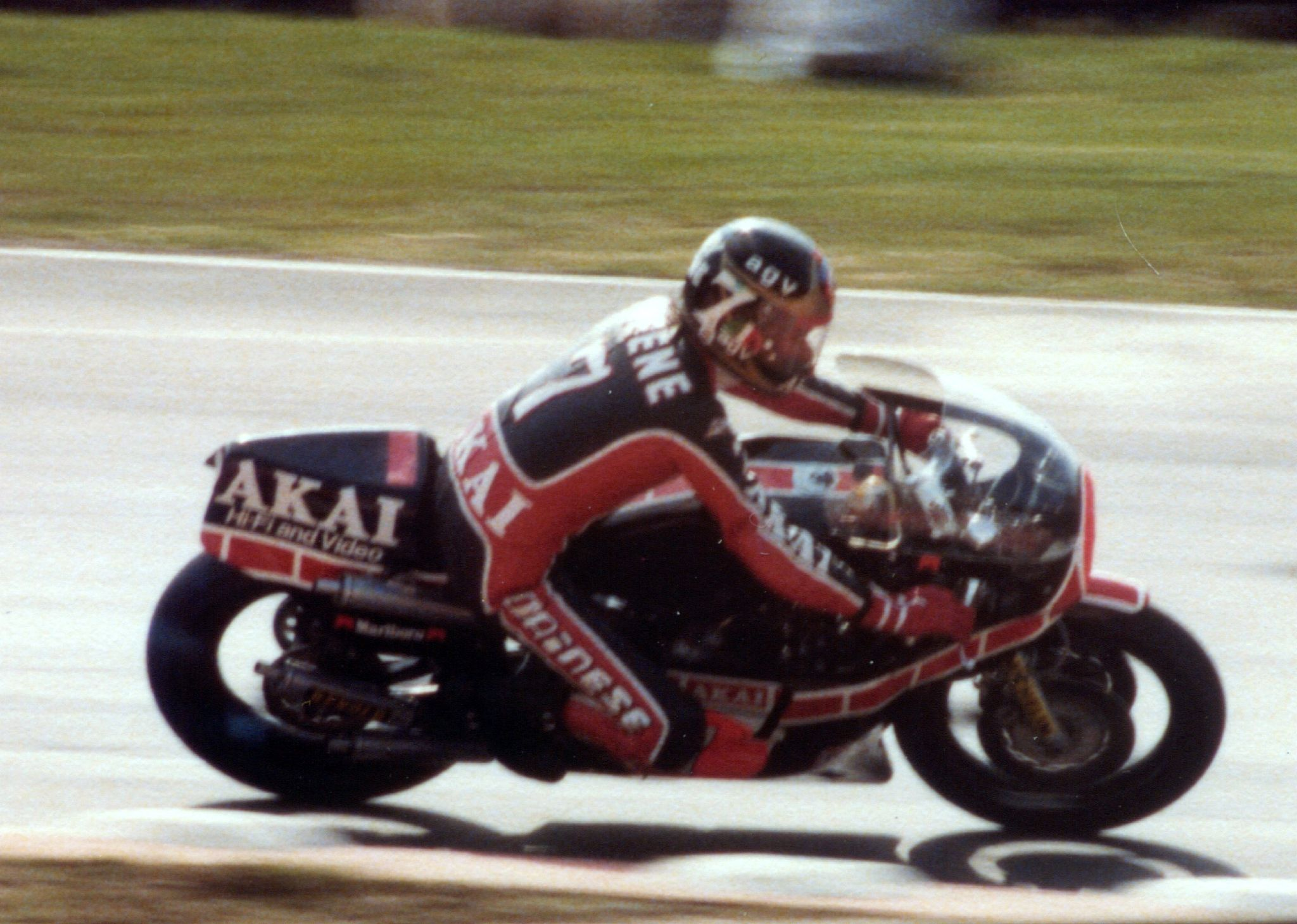

De strijd werd niet alleen op de baan uitgevochten, maar ook met woorden. Sheene deed vaak stevige uitspraken in de pers. Toch was hij, mede dankzij zijn flamboyante levensstijl, zeer geliefd. Sheene trouwde met een topmodel en reed rond in een Rolls-Royce met het kenteken 4BSR. Het startnummer 7 werd een kenmerk dat de bijgelovige Sheene niet meer wilde afstaan, ook niet toen de wereldtitel hem het recht gaf om nummer 1 te voeren.
Na een overstap van Suzuki naar Yamaha leek het erop dat Sheene in 1982 weer in de race was voor de wereldtitel. In de training voor de GP van Groot-Brittannië maakte een zeer zware crash een einde aan die aspiraties. Ook Jack Middelburg, die door zijn overwinning van deze Grand-Prix in 1981 gezien werd als een kanshebber, raakte bij deze valpartij betrokken. Net als in 1975 werd gevreesd voor het leven van Sheene, maar (evenals Middelburg) kwam hij er met veel wilskracht weer bovenop. Zijn been werd met 27 schroeven vastgezet.

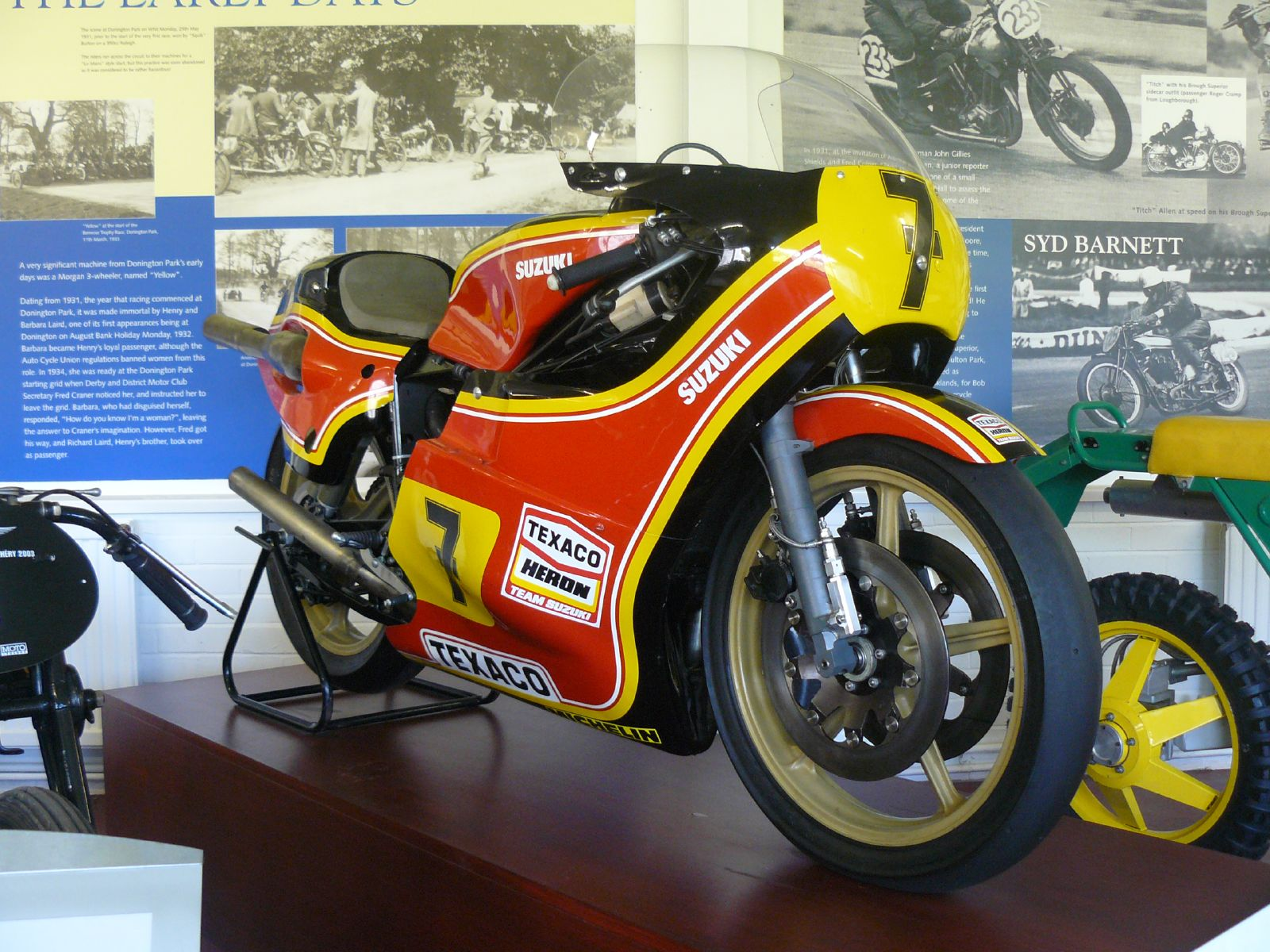
Sheenes Suzuki

In zijn laatste actieve jaar als coureur, in 1984, moest Sheene het doen met een privé-machine. Toch werd hij nog zesde in de eindstand, net voor Wayne Gardner en Boet van Dulmen.
Barry Sheene werd in januari 1978 benoemd tot Lid van de Orde van het Britse Rijk (MBE). Eind jaren tachtig verhuisde Sheene met zijn gezin naar het zonnige Australië, waar het klimaat gunstiger was voor de artritis die hij door zijn valpartijen had opgelopen. Hij gaf commentaar bij de wedstrijden voor de Australische televisie en was al snel in Australië net zo bekend als in Engeland.
In 2002 kreeg Sheene kanker. In een interview verklaarde hij met zijn kenmerkende cockney-accent dat de ziekte weliswaar een 'pain in the arse' was, maar dat hij vol goede moed was om ook deze strijd te winnen. Het mocht niet zo zijn en een half jaar later stierf de Britse volksheld op 52-jarige leeftijd.

## Wereldkampioenschap wegrace resultaten
(Races in vet zijn pole-positions; races in cursief geven de snelste ronde aan)
| Jaar | Klasse | Team                   | Motorfiets           | 1      | 2          | 3                    | 4       | 5       | 6       | 7       | 8       | 9       | 10      | 11      | 12      | 13      | 14    | Punten | Plaats | Overwinningen |
| ---- | ------ | ---------------------- | -------------------- | ------ | ---------- | -------------------- | ------- | ------- | ------- | ------- | ------- | ------- | ------- | ------- | ------- | ------- | ----- | ------ | ------ | ------------- |
| 1970 | 125 cc | Privé                  | Suzuki RT 67         | DUI -  | FRA -      | ADR -                | IOM -   | NED -   | BEL -   | DDR -   | TSJ -   | FIN -   |         | NAT -   | SPA 2   |         |       | 12     | 13e    | 0             |
| 1970 | 500 cc | Privé                  | Bultaco              | DUI -  | FRA -      | ADR -                | IOM -   | NED -   | BEL -   | DDR -   |         | FIN -   | ULS -   | NAT -   | SPA DNF |         |       | 0      | -      | 0             |
| 1971 | 50 cc  | Van Veen               | Van Veen-Kreidler    | OOS -  | DUI -      |                      | NED -   | BEL -   | DDR -   | TSJ 1   | ZWE 4   |         |         | NAT -   | SPA -   |         |       | 23     | 7e     | 1             |
| 1971 | 125 cc | Privé                  | Suzuki RT 67         | OOS 3  | DUI DNF    | IOM DNF              | NED 2   | BEL 1   | DDR 2   | TSJ 3   | ZWE 1   | FIN 1   |         | NAT 3   | SPA 3   |         |       | 79     | 2e     | 3             |
| 1971 | 250 cc | Privé                  | Yamaha TD 2 B        | OOS -  | DUI -      | IOM -                | NED DNF | BEL -   | DDR 6   | TSJ DNF | ZWE -   | FIN -   |         |         | SPA -   |         |       | 18     | 13e    | 0             |
| 1971 | 250 cc | Derbi                  | 250cc-prototype      |        |            |                      |         |         |         |         |         |         |         | NAT DNF |         |         |       | 18     | 13e    | 0             |
| 1972 | 250 cc | Yamaha                 | TD 3                 | DUI -  | FRA -      | OOS 4                | NAT -   | IOM -   | JOE -   | NED -   | BEL -   | DDR -   | TSJ -   | ZWE -   | FIN -   | SPA 3   |       | 18     | 13e    | 0             |
| 1972 | 350 cc | Yamaha                 | TR 3                 | DUI -  | FRA -      | OOS -                | NAT -   | IOM -   | JOE -   | NED -   |         | DDR -   | TSJ -   | ZWE -   | FIN -   | SPA DNF |       | 0      | -      | 0             |
| 1973 | 500 cc | Privé                  | Seeley-Suzuki TR 500 | FRA -  | OOS -      | DUI -                | NAT -   | IOM -   | JOE -   | NED -   | BEL -   | TSJ -   | ZWE -   | FIN DNF | SPA -   |         |       | 0      | -      | 0             |
| 1974 | 500 cc | Suzuki                 | RG 500               | FRA 2  | DUI boycot | OOS 3                | NAT DNF | IOM -   | NED DNF | BEL DNF | ZWE DNF | FIN -   | TSJ 4   |         |         |         |       | 30     | 6e     | 0             |
| 1975 | 500 cc | Suzuki                 | RG 500               | FRA -  |            | OOS DNS (startverb.) | DUI DNF | NAT DNF | IOM DNS | NED 1   | BEL DNF | ZWE 1   | FIN DNF | TSJ DNF |         |         |       | 30     | 6e     | 2             |
| 1976 | 500 cc | Heron Suzuki GB        | RG 500               | FRA 1  | OOS 1      | NAT 1                |         | IOM DNS | NED 1   | BEL 2   | ZWE 1   | FIN DNS | TSJ DNS | DUI DNS |         |         |       | 72     | 1e     | 5             |
| 1977 | 500 cc | Heron Suzuki GB        | RGA 500              | VEN 1  | OOS boycot | DUI 1                | NAT 1   |         | FRA 1   |         | NED 2   | BEL 1   | ZWE 1   | FIN 6   | TSJ DNS | GB DNF  |       | 107    | 1e     | 5             |
| 1978 | 500 cc | Texaco Heron Suzuki GB | RGA 500              | VEN 1  | SPA 5      | OOS 3                | FRA 3   | NAT 5   | NED 3   | BEL 3   | ZWE 1   | FIN DNF | GB 3    | DUI 4   |         |         |       | 100    | 3e     | 2             |
| 1979 | 500 cc | Texaco Heron Suzuki GB | RGB 500              | VEN 1  | OOS 12     | DUI DNF              | NAT 4   | SPA DNF | JOE DNF | NED 2   | BEL -   | ZWE 1   | FIN 3   | GB 2    |         | FRA 1   |       | 87     | 3e     | 3             |
| 1980 | 500 cc | Akai-Yamaha            | TZ 500               | NAT 7  | SPA 5      | FRA DNF              |         | NED DNF | BEL DNQ | FIN -   | GB DNF  |         | DUI -   |         |         |         |       | 10     | 14e    | 0             |
| 1981 | 500 cc | Yamaha                 | YZR 500              |        | OOS 4      | DUI 6                | NAT 3   | FRA 4   |         | JOE 5   | NED DNF | BEL 4   | SM 2    | GB DNF  | FIN DNF | ZWE 1   |       | 72     | 4e     | 1             |
| 1982 | 500 cc | Yamaha                 | YZR 500              | ARG 2  | OOS 2      | FRA boycot           | SPA 2   | NAT DNF | NED 3   | BEL 2   | JOE 3   | GB -    | ZWE -   |         |         | SM -    | DUI - | 68     | 4e     | 0             |
| 1983 | 500 cc | HB-Suzuki              | RG 500               | ZAF 10 | FRA 7      | NAT 9                | DUI DNF | SPA -   | OOS 13  | JOE 13  | NED DNF | BEL -   | GB 9    | ZWE DNF | SM DNF  |         |       | 9      | 14e    | 0             |
| 1984 | 500 cc | Heron-Harris-Suzuki    | RG 500               | ZAF 3  | NAT DNF    | SPA 7                | OOS 10  | DUI 10  | FRA 5   | JOE 7   | NED DNF | BEL 9   | GB 5    | ZWE DNF | SM DNF  |         |       | 34     | 6e     | 0             |